# South Bloomfield
South Bloomfield é uma vila localizada no estado norte-americano de Ohio, no Condado de Pickaway.

## Demografia
Segundo o censo norte-americano de 2000, a sua população era de 1179 habitantes.
Em 2006, foi estimada uma população de 1632, um aumento de 453 (38.4%).

## Geografia
De acordo com o United States Census Bureau tem uma área de
3,0 km², dos quais 3,0 km² cobertos por terra e 0,0 km² cobertos por água.

## Localidades na vizinhança
O diagrama seguinte representa as localidades num raio de 16 km ao redor de South Bloomfield.